# Amigas hasta la muerte
Odd Girl Out (título en español Amigas hasta la muerte) es una película del año 2005 protagonizada por Alexa Vega, Lisa Vidal, Leah Pipes, Elizabeth Rice, Alicia Morton y Rhoda Griffis. La película refleja la historia de una muchacha que sufre el drama del acoso escolar.

## Argumento
Vanessa Snyder (Alexa Vega) es una guapa e inteligente alumna de octavo curso que es la mejor amiga de la abeja reina Stacey Larson (Leah Pipes) y de Nikki Rodríguez (Elizabeth Rice), que está secretamente celosa del vínculo que une a ambas. Fuera de la camarilla está la bondadosa Emily (Shari Dyon Perry), y la «aspirante» Tiffany Thompson (Alicia Morton), que desea formar parte del grupo. La cariñosa madre divorciada de Vanessa, Barbara (Lisa Vidal), está orgullosa de su estimada hija.
Un día, Nikki engaña a Vanessa para que se acerque a Tony (Chad Biagini), un chico del que Stacey (y en cierto modo Vanessa) está enamorada. Vanessa es expulsada de la pandilla y Tiffany se convierte en la compañera de Nikki. Stacey finge seguir siendo amiga de Vanessa, al tiempo que permite los abusos contra ella, incluso durante la clase de gimnasia. La camarilla, junto con un chico llamado Ezra (Joey Nappo) que una vez se peleó con Tony, también crea un sitio web llamado «Odiando a Vanessa» en el que los estudiantes publican contenido insultante sobre ella. Aunque Emily anima a Vanessa a no volver con la camarilla, ella intenta hacer las paces pero es rechazada. Vanessa se esconde en uno de los lavabos y la camarilla, sabiendo que está allí, llega al baño y cotillea sobre ella. Esa noche, se corta casi todo el pelo y al día siguiente falta a clase por miedo a que se burlen de ella por su nuevo aspecto. Barbara habla del acoso con la madre de Stacey, Denise (Rhoda Griffis), que lo trivializa.
Cuando su madre se enfrenta a ella por faltar a clase, Vanessa le enseña a Barbara los insultos impresos que las chicas han hecho sobre ella en Internet. Barbara acude al colegio para abordar la situación con la directora, la señorita Jessup (Margo Moorer), quien le dice que no puede castigar el abuso verbal. Mientras tanto, Stacey ha hecho creer que Vanessa copió su tarea cuando en realidad fue al revés; lo resuelven las dos chicas y sus madres con la señorita Jessup. El ánimo de Vanessa se levanta de repente cuando le dicen que sigue invitada a la fiesta de cumpleaños de Stacey y que la cambian para la noche siguiente. Ella y Barbara llegan a un club, donde supuestamente es la fiesta, pero resulta que Stacey mintió, lo que hace que Vanessa se derrumbe e intente suicidarse por sobredosis. Es llevada a urgencias y posteriormente tratada. Durante una sesión de clase, Emily acusa a Stacey de haber estado a punto de matar a Vanessa con sus acciones y es la única de sus compañeras que la visita en el hospital y entabla amistad con ella. De vuelta en casa, Barbara se encuentra con un chat de grupo en el que algunos alumnos del instituto se burlan de Vanessa y la instan a suicidarse de verdad. Barbara imprime los mensajes del chat de grupo y la señorita Jessup suspende a Nikki, Tiffany y Ezra de la escuela durante una semana mientras establece una nueva política.
Al regresar a la escuela, Vanessa y Stacey se reúnen y chatean en línea después de que esta última se disculpa por todo. Stacey envía el chat a Nikki, quien lo imprime y lo lee burlonamente con la ayuda de Tiffany a Vanessa en el pasillo lleno de gente después de la ceremonia de graduación. Vanessa se enfrenta a Stacey delante de todos y descubre sus mentiras. Todos aplauden cuando Stacey, humillada, sale del instituto y disuelve el grupo de acosadores. Barbara observa con orgullo cómo Vanessa y Emily se abrazan y se marchan juntas a una fiesta posterior.

## Reparto
- Alexa Vega es Vanessa Snyder.
- Lisa Vidal es Barbara Snyder.
- Leah Pipes es Stacy Larson.
- Elizabeth Rice es Nikki Rodriguez.
- Shari Dyon Perry es Emily
- Alicia Morton es Tiffany Thompson.
- Joey Nappo es Ezra.
- Rhoda Griffis es Denise Larson.
- Nancy McLoughlin es Ms. Donnely
- Margo Moorer es Principal Jessup.
- Chad Biagini es Tony.
- Michael Arata as Dave Larson.

## Fecha de lanzamiento
- Estados Unidos: 4 de abril de 2005
- Francia:24 de octubre de 2005
- Reino Unido:24 de noviembre de 2005